# Isotta Nogarola

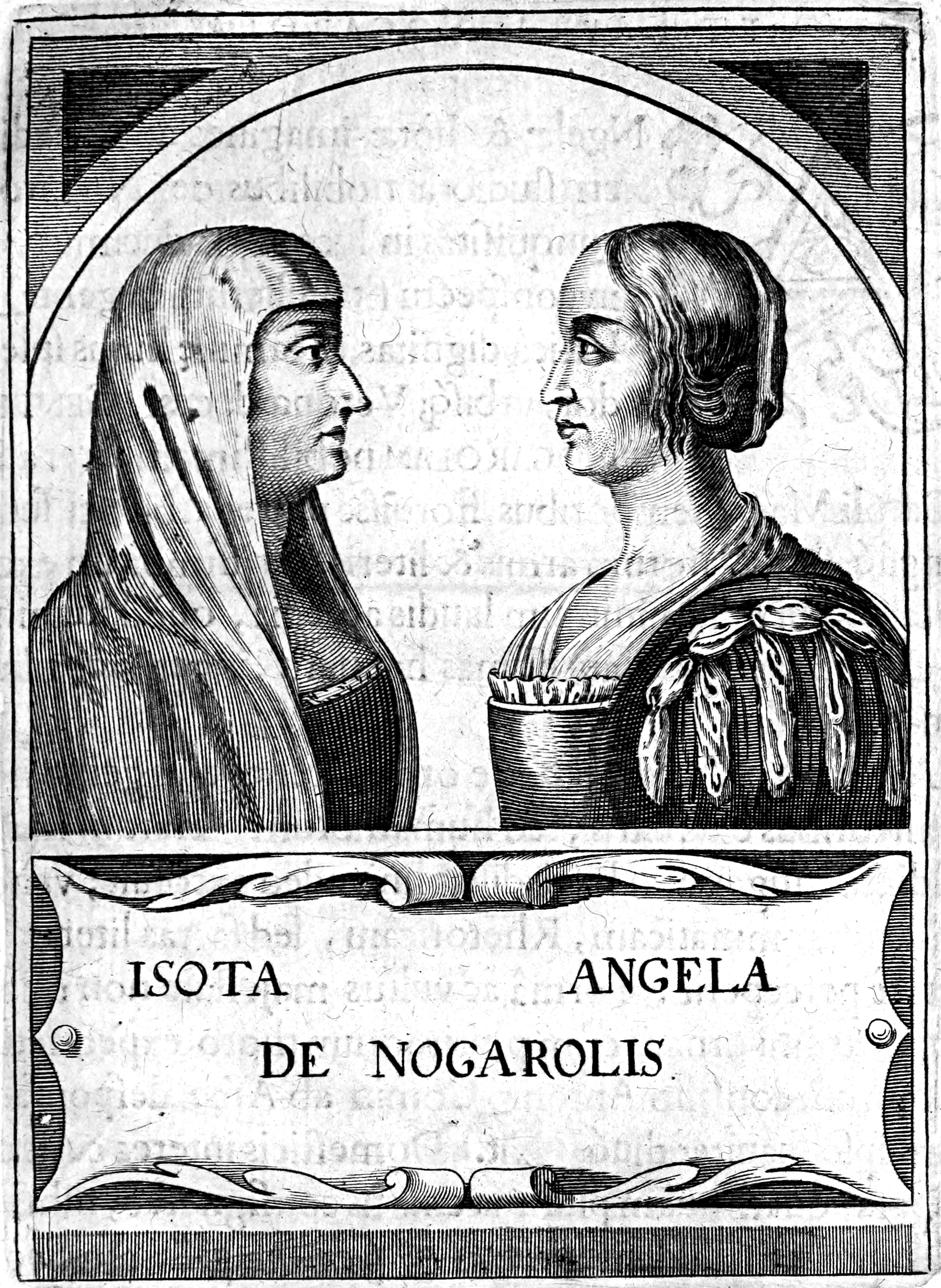
Isotta Nogarola (links) mit ihrer Tante Angela († um 1436); Darstellung von 1644

Isotta Nogarola (* 1418 in Verona; † 1466 ebenda) war eine italienische Humanistin und Autorin.

## Leben
Isotta und ihre Schwester Ginevra lernten gemeinsam bei Martino Rizzoni, einem Schüler von Guarino da Verona. In der Zeit zwischen 1434 und 1440 korrespondierten die Schwestern mit den bedeutendsten Humanisten der Renaissance. Vielleicht vom Beispiel ihrer Schwester Ginevra abgeschreckt, die nach ihrer Heirat den Unterricht abbrach, legte Isotta ein selbsternanntes Keuschheitsgelübde ab. Daraufhin verbrachte sie, zurückgezogen vom Rest der Familie, ihr Leben allein in der Bibliothek im Hause ihrer Mutter. 1441 begann sie Theologie zu studieren.
Isottas berühmtestes Werk entstand aufgrund eines lebhaften Briefwechsels mit dem Humanisten Ludovico Foscarini. Ausgelöst wurde er durch den Ausspruch des Heiligen Augustinus, dass Eva mehr Schuld an der Erbsünde trage als Adam. Im Dialog über die gleiche oder ungleiche Sünde Evas und Adams diskutiert Isotta deshalb  die Frage, ob die Frau dem Mann unterlegen sei. Sie gilt mit einem lateinischen Dialog und mehreren Briefen als erste Frau der Renaissance, die eine öffentliche Diskussion mit einem Humanisten führte. Die erhaltenen Texte Isottas wurden erst 1885 in Wien ediert.